# Corynascella inquinata
Corynascella inquinata är en svampart som beskrevs av Udagawa & S. Ueda 1979. Corynascella inquinata ingår i släktet Corynascella och familjen Chaetomiaceae.   Inga underarter finns listade i Catalogue of Life.